# 손범수
손범수(孫凡秀, 1963년 4월 5일 ~ )는 대한민국의 방송인이다.
손범수는 1963년 4월 5일 (음력 3월 12일)에 서울특별시에서 출생하였다. 초등학교 시절 3학년 때 잠깐 부산광역시에 내려가서 2년 남짓 살다가 다시 서울특별시로 올라왔다. 독립운동가 집안에서 태어난 그의 조부와 부친을 살펴보자면 조부 손기업 선생은 조선혁명당총동맹을 조직하여 친일파 처단과 일제 고관암살 활동을 벌인 사람이다. 그리고 그의 부친 손호인 장군은 예비역 대한민국 공군 준장 출신이며, 베트남 전쟁에 참전한 국가유공자다. 그는 1986년 연세대학교 경영학과 학사 학위 직후 공군 학사사관으로 임관하여 이후 대한민국 공군 중위 예편으로 군 복무를 마치고 1990년 KBS 17기 공채 아나운서로 입사하였다. 《열전! 달리는 일요일》을 진행하면서 유명해지기 시작했으며, 《가요톱10》의 진행자로 오랫동안 활동하며 가요팬들에게 크게 각인되었다. 《퀴즈탐험 신비의 세계》의 나레이션을 맡으며, 유명해졌다. 1997년 4월 프리랜서 선언 이후에도 주로 KBS에서 방송을 진행해 왔으나  경비절감을 위한 KBS의 외부 MC 기용 자제 방침에 맞춰 2008년 가을 KBS 진행 프로그램에서 빠졌다. 아내인 진양혜도 프리랜서로 활동 중이다.

## 학력
- 구포국민학교 → 서울갈현국민학교 졸업(1976)
- 대성중학교 졸업(1979)
- 대성고등학교 졸업(1982)
- 연세대학교 경영학과(82학번) 학사
- 연세대학교 언론홍보대학원 방송전공 석사과정 언론학 석사 (학위논문명 - 복합장르 프로그램의 이용과 충족에 관한 연구 : KBS TV '퀴즈 탐험 신비의 세계' 분석을 중심으로)

## 방송

### 현재
- KBS2 옥탑방의 문제아들- 게스트
- MBC 구해줘!홈즈 - 게스트

### 과거
- KBS2 《TV는 사랑을 싣고》
- SBS 《호기심 천국》
- SBS 《손범수 진양혜의 심심남녀》
- SBS 《우리들의 영웅》
- SBS 《녹색마차》
- KBS2 《퀴즈탐험 신비의 세계》
- KBS1 《KBS 뉴스 (1200)》(1993년 11월~1996년 11월) 토요일
- KBS2 《생방송 홈런 일요일》(1993년)
- KBS2 《가족오락관》게스트 (1992년 , 1995년, 1996년, 1999년)
- KBS2 《긴급구조 119》
- DCN 《출동! 영화특급》
- KBS2 《연예가 중계》
- KBS1 《사랑의 리퀘스트》
- KBS 《체험 TV 교실밖으로》
- KBS 《글로벌 코리아 잘해봅시다》
- KBS 《생방송 게임천국》
- KBS2 《가요톱10》(1993년~1998년 2월 18일)
- KBS1 《아침마당》
- KBS1 《백만인의선택》
- KBS2 → KBS1 《확인 베일을 벗겨라》
- KBS2 《주주클럽》
- EBS 《한자퀴즈왕》
- MBC 《MBC 프라임》 도시, 하늘 위에 서다 내레이션
- KBS2 《도전 지구탐험대》
- KBS2 《열전 달리는 일요일》
- KBS2 《1 대 100》
- MBC 《생방송 아침 플러스》
- MBC 《손범수 전유성의 모닝카페》
- KBS2 《탄생! 연예박사》
- KBS2 《스타 퀴즈쇼》
- MBC 《최강연승 퀴즈쇼 Q》
- TV조선 《글로벌토크쇼 헬로헬로》
- Mnet 《트로트 엑스》
- TV조선 《사랑은 춤을 타고》
- JTBC 《유자식 상팔자》
- MBN 《고수의 비법 황금알》
- KBS1 《평창동계올림픽 G-30 특별생방송 하나된 열정,이제는 평창》
- WBS 《교육 화제의 인물》
- 채널A 《내조의 여왕》
- 대전 MBC 《스마트토크쇼 경청》
- TV조선 《기적의 습관》
- MBC 《라디오 스타》
- SBS 《동상이몽2 - 너는 내 운명》

## 광고
- 동화약품 까스활명수큐, 판콜에이(2002년~2005년)
- 해태제과식품 고향만두
- 롯데제과 자일리톨
- AIA생명 무배당다보장보험 등
- LG카드 하이카드
- 환경부
- 천지양홍삼
- 현대약품 마이녹실
- 동성제약 세븐에이트
- 방송통신심의위원회
- 마이크로 프로탱크펜
- 빙그레 닥터 캡슐, 생큐 칼슘알파
- 한국P&G 크레스트 스핀브러시
- 공익광고협의회
- 대한항공 베트남 하롱베이15초 (내레이션으로 출연)
- 삼덕통상 스타필드
- 매일유업 구트
- 건설교통부 대한주택공사 국민임대주택 캠페인

## 드라마
- 2017년 《최고의 한방》 - 가요 톱텐 MC 역

## 영화
- 2005년 《미스터 주부퀴즈왕》 - 주부퀴즈왕 MC 역
- 2006년 《조용한 세상》 - 기인열전 사회자 역 (특별출연)
- 2009년 《국가대표》 - 손범수 아나운서 역
- 2015년 《성실한 나라의 앨리스》 - 복어독해설 역

## 수상
- 2009년 제43회 납세자의 날 모범납세자 표창
- 2008년 제9회 대한민국 영상대전 MC 부문 포토제닉상
- 2006년 연세언론인회 연세언론인상
- 1998년 한국 여성 민우회 푸른 미디어상
- 1998년 유니세프한국위원회 표창 (유니세프 어린이돕기 사업을 후원해준 공로)
- 1992년 KBS 우수프로그램진행상 (열전 달리는 일요일)
- KBS 모범아나운서상

## 가족 관계
- 할아버지: 손기업(1903년 2월 25일 ~ 1985년 9월 21일)
- 할머니: 안정옥 (1922년 5월 5일 ~ 2014년 8월 23일)
- 아버지: 손호인
- 배우자: 진양혜(1968년 7월 17일 ~ )
  - 장남: 손찬호(1995년 ~ )
  - 차남: 손찬유(2000년 ~ )